# Maurice Vallette
Pour les articles homonymes, voir Vallette.
Maurice Vallette, né le 17 octobre 1851 à Toulouse et mort le 9 juin 1880 à Paris, est un graveur français.

## Biographie
Né le 17 octobre 1851 au no 76 de la rue Montaudran, Paul-Bernard-Joseph-Maurice Vallette est le fils d'Isaure-Marguerite Michou et de Paul-Achille Vallette, commis de l'intendance militaire.
Entré à l’École nationale de dessin (aujourd'hui École nationale supérieure des arts décoratifs), il y apprend la gravure sur bois auprès de François Pannemaker. Il se lie d'amitié avec le fils de son maitre, Stéphane Pannemaker.
La production gravée de Maurice Vallette est dominée par les interprétations de tableaux de maîtres contemporains et par des portraits pour des revues illustrées telles que L'Art, la Gazette des beaux-arts, Le Monde illustré et Le Panthéon de l'industrie.
Maurice Vallette habite encore avec ses parents, au no 23 de la rue Vaneau, lorsqu'il se marie, le 9 décembre 1876, avec Marie-Reine Hamelin (née en 1849). Les témoins des jeunes époux sont René-Bernard Vallette, frère cadet de Maurice, le graveur Stéphane Pannemaker, le typographe Francisque Hamelin, frère aîné de Marie-Reine, et le peintre Jean-Joseph Weerts.
Exposant depuis 1877 au Salon, Vallette y obtient une médaille de 3e classe pour ses interprétations du Baptême sous le Directoire de Kaemmerer et de la Pierrette de Madrazo en 1879.
Maurice Vallette n'a que 28 ans lorsqu'il meurt après une courte maladie le 9 juin 1880 à son domicile du no 28 de l'avenue Duquesne. Ses obsèques ont lieu le lendemain à l'église Saint-François-Xavier.

## Galerie

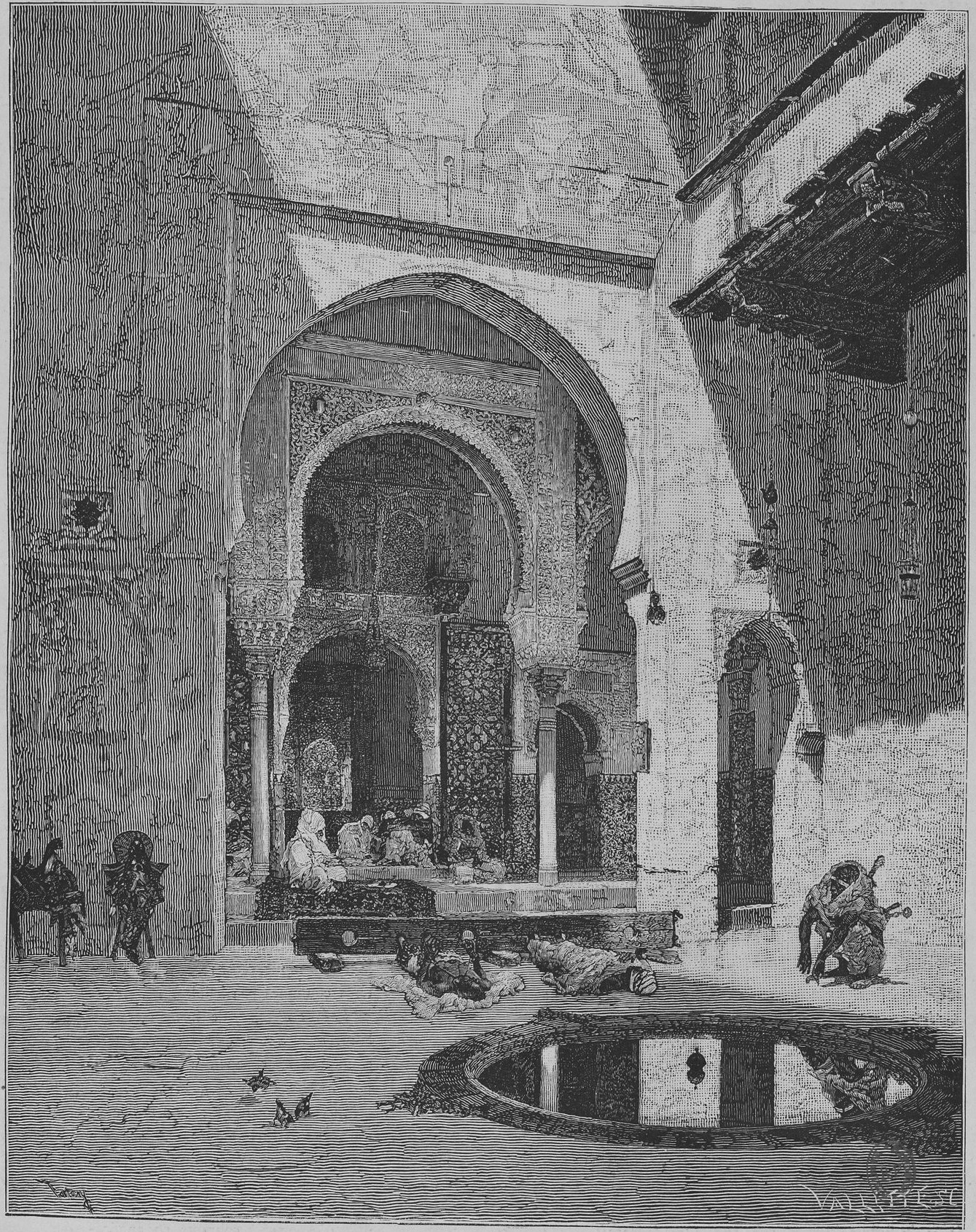
La Porte de justice à l'Alhambra, d'après Fortuny (L'Art, 1875).
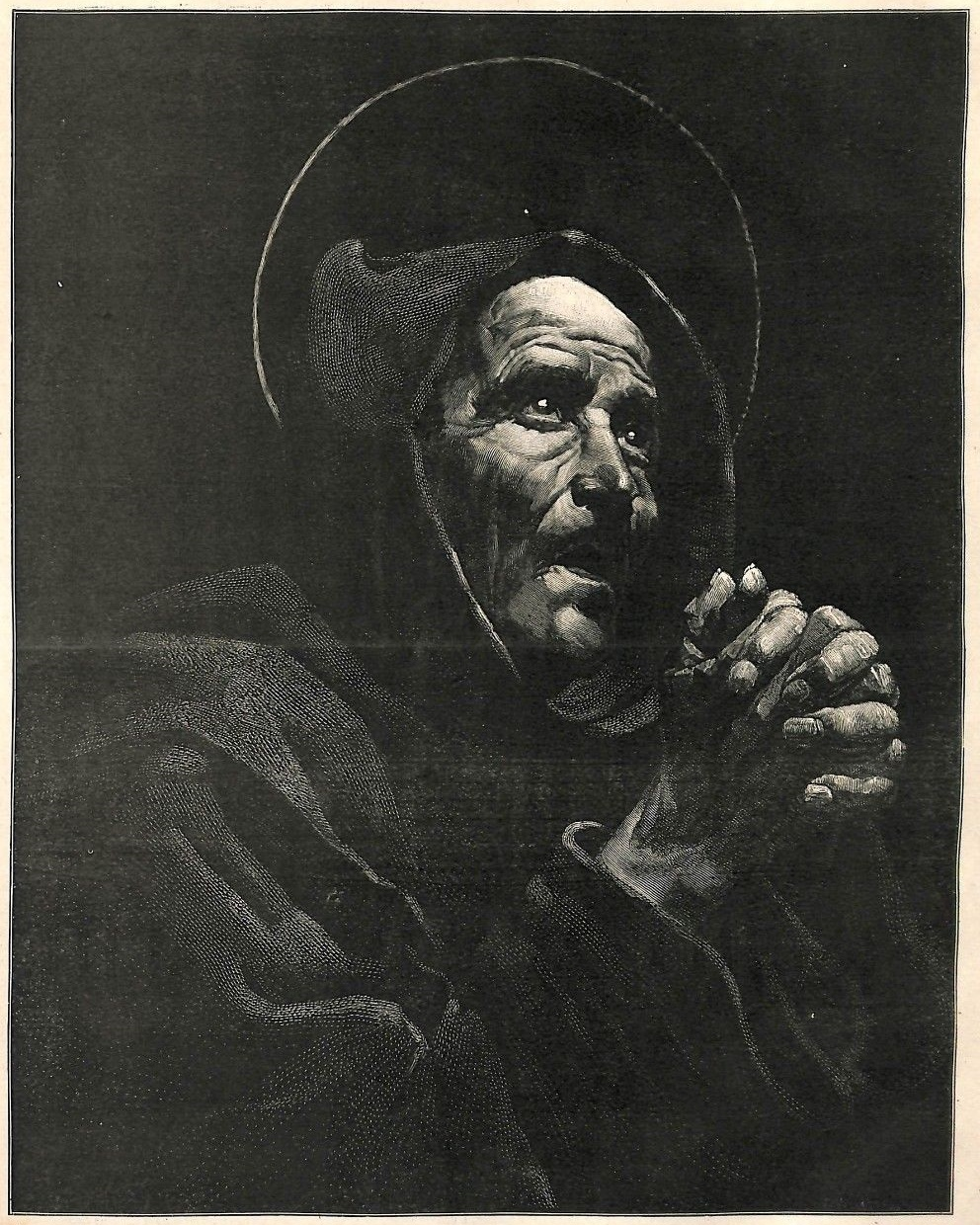
Saint Didace, d'après Weerts (Le Monde illustré, 1879).
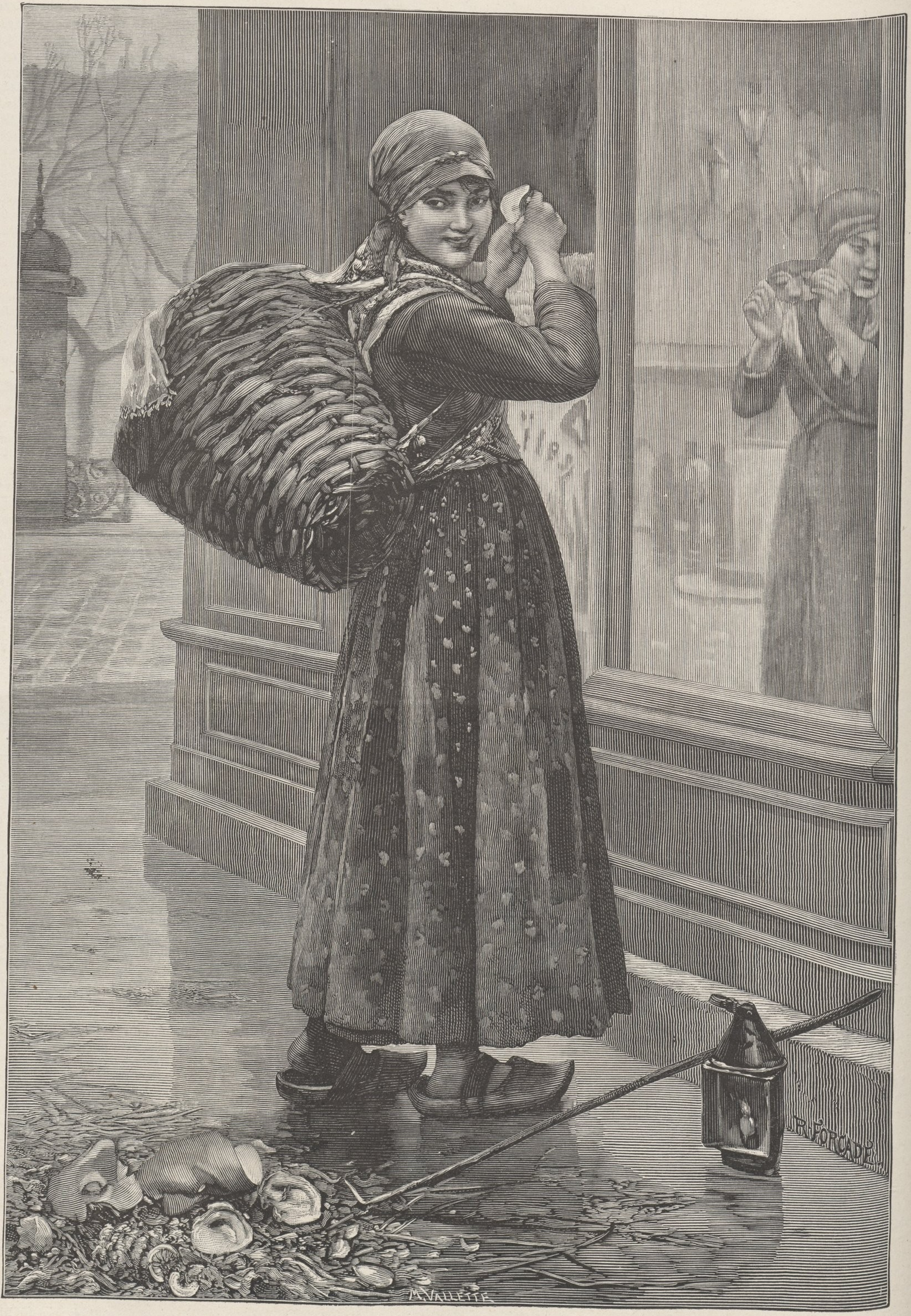
Jeune!, d'après Forcade (Le Monde illustré, 1880).